# Џејмс Седон
Џејмс Александер Седон (енгл. James Alexander Seddon; Фалмут, 13. јул 1815 — Гучланд, 19. август 1880) био је амерички политичар и четврти министар рата Конфедерације.

## Биографија
Рођен је у Фалмуту, држава Вирџинија. Седон је био потомак Вилијама Алекандера, грофа од Стирлинга. Због нарушеног здравља, Седон се школовао првенствено код куће. У 21 години уписује Правни факултет Универзитета у Вирџинији. Након дипломирања, Седон се преселио у Ричмонд, где се успешно бавио адвокатуром.
Године 1845, био је номинован од стране Демократске странке за Конгрес и лако је изабран. Две године касније, он је поново кандидован, али је одбио због разлике у ставовима са странком. У 1849, Седон је поново изабран у Конгрес, служи од децембра 1849. до марта 1851. Због лошег здравственог стања, он је одбио још једну номинацију на крају свог мандата.
Седон је присуствовао мировној конвенцији која је одржана у Вашингтону 1861, којим се покушало спречавање предстојећег грађанског рата. Касније исте године, присуствовао је заседању привременог Конгреса Конфедерације. Крајем 1862. председник Дејвис га је поставио на дужност министра рата. На тој функцији је остао до 1. јануара 1865. године, а након тога се повукао из јавног живота.